# Hysteropezizella leporinae
Hysteropezizella leporinae är en svampart som tillhör divisionen sporsäcksvampar, och som beskrevs av John Axel Nannfeldt. Hysteropezizella leporinae ingår i släktet Hysteropezizella, och familjen Dermateaceae. Arten är reproducerande i Sverige.